# Многопартийна система
Многопартийната система е политическа система, в която множество политически партии са в състояние да получат контрол на държавни служби, самостоятелно или в коалиция.
Пример за такава коалиция е съюзът в Германия между християндемократите/християнсоциалистите (ХДС/ХСС) и Партията на свободните демократи (FDP), създадена след федералните избори от 2009 г. Ефективният брой страни в многопартийна система обикновено е по-голям от 2, но по-малък от 10. В по-голямата част от многопартийни системи, множество големи и малки политически партии имат сериозен шанс да получат офис, и защото всички те се конкурират, по-голямата част не може да контролира законодателната власт и се налага създаването на коалиция. В някои страни, всяко правителство създадено някога (след обявяването на страната за независима) е с помощта на коалиция. Многопартийни системи са склонни да бъдат по-чести при парламентарните системи от президентските системи, и много по-често в страни, които използват пропорционално представителство в сравнение с държави, които използват първо покрай гредата избори.

### Примери
Ливан, Бразилия, Дания, Финландия, Германия, Индия, Индонезия, Ирландия, Израел, Италия, Япония, Мексико, Ниидерландия, Нова Зеландия, Норвегия, Пакистан, Португалия, Сърбия, Испания, Швеция, Тайван и Филипините са примери за страни, които са използвали многопартийна система ефективно в техните демокрации. В тези страни обикновено нито една партия не разполага с парламентарно мнозинство от само себе си. Вместо това няколко политически партии формират коалиции за целите на разработването на електрически блокове за управление.
В някои многопартийни системи, само две или три страни имат значителен шанс за съставяне на правителство с или без формиране на коалиция. Пример за това е Великобритания, където само Консервативната партия, Партията на труда и либерал-демократите имат сериозен шанс да спечели достатъчно места, за да бъде част от правителството, а либерал-демократите никога не са имали достатъчно места за сформиране на правителство, но са провели достатъчно места за да допринесат за коалиция. Към днешна дата, либерал-демократите са били в сила само веднъж в една коалиция, която е задължение на консерваторите – либерална, демократична коалиция. Това е случаят и в Канада, където мнозинството правителства са много чести.

## Сравнения

### Еднопартийнаидвупартийна система
Система, в която само 2 страни имат възможност за спечелване на избори, се нарича двупартийна система. Система, в която само 3 страни имат реална възможност за спечелване на избори или формиране на коалиция, понякога се нарича „система на трета страна“. Но в някои случаи системата се нарича „застойна система на третата страна“, когато има 3 страни и 3-те партии печелят голям брой гласове, но само двама имат шанс за спечелване на изборите. Обикновено това е така, защото избирателната система наказва третата страна, например както в политиката на Обединеното кралство. В изборите през 2010 г. либерал-демократите печелят 23% от общия вот, но получават по-малко от 10 % от местата благодарение на така наречената Past-The-Post избирателна система. Въпреки това все още има достатъчно места (и достатъчно обществена подкрепа) за другите 2 основни страни да образуват коалиции с тях, или да сключват сделки, за да получат тяхната подкрепа. Пример за това е консервативно-либерал-демократичната коалиция след общите избори през 2010 г. При Lib-Lab пакта по време на правителството на премиера Джеймс Калахан – загубва 3 места от мнозинството през 1977 г., пактът не достига до пълна коалиция.
За разлика от еднопартийната система (или двупартийна система), многопартийна система насърчава общ избирателен район да образуват множество различни, официално признати групи, обикновено се нарича политически партии. Всяка страна се конкурира за гласове от съставки които имат избирателни права (тези, които могат да гласуват). A многопартийна система пречи на ръководството на една партия да контролира един законодателен камера без намеса.
Ако правителството включва изборен конгрес или парламент, страните могат да си поделят властта според пропорционалното представителствоили или чрез Past-The-Post избирателната система. В пропорционално представителство, всяка страна печели редица места пропорционално на броя гласове, които получи. При Past-The-Post избирателната система, избирателите се разделя на броя на областите, при всяка от които се избира един човек, за да запълни една седалка от множество от гласовете – Past-The-Post избирателната система не е благоприятна за разпространението на страните, и естествено гравитира към двупартийна система, в която само две страни имат реален шанс за избор на кандидатите си в офиса. Това гравитацията е известен като закон на Дюверже. Пропорционално представителство, от друга страна, не разполага с тази тенденция и позволява на много големи партии да възникнат. Но последните коалиционни правителства, като например, че в Обединеното кралство представлява двупартийната система, а не многопартийни системи. Това е независимо от броя на партиите в правителството.
Двупартийна система изисква избирателите да се присъединят в големи блокове, понякога толкова голям, че те не могат да се споразумеят по всички хоризонтални принципи. Някои теории твърдят, че това дава възможност центристи да получат контрол. От друга страна, ако има няколко основни партии, всяка от които с по-малко от мнозинството от гласовете, страните са силно мотивирани да работят заедно, за да формират работни правителства. Това също така насърчава центризъм, както и насърчаване на изграждане на коалиции, докато обезкуражаване поляризация.